# (4385) Elsässer
(4385) Elsässer – planetoida z pasa głównego asteroid okrążająca Słońce w ciągu 5 lat i 233 dni w średniej odległości 3,17 j.a. Odkryli ją 24 września 1960 roku Cornelis van Houten i Tom Gehrels w Obserwatorium Palomar. Nazwa planetoidy pochodzi od Hansa F. Elsässera (ur. 1929), profesora astronomii na Uniwersytecie w Heidelbergu, pierwszego dyrektora Max-Planck-Institut für Astronomie. Przed jej nadaniem planetoida nosiła oznaczenie tymczasowe (4385) 2534 P-L.